# Chanceler do Tesouro
O Chanceler do Tesouro (Chancellor of the Exchequer) do Reino Unido, muitas vezes abreviado para Chanceler, é um Ministro da Coroa do Governo do Reino Unido, e o diretor executivo do Tesouro de Sua Majestade. Não é certa a origem do cargo, que existe pelo menos desde o século XII, e já foi ocupado por personalidades como Thomas Cromwell, Charles Townshend ou Winston Churchill. 

De 13 de fevereiro de 2020 até 5 de Julho de 2022, este cargo foi ocupado por Rishi Sunak, que foi nesta data substituído por Nadhim Zahawi. Desde julho de 2024, a titular do cargo e primeira mulher a ocupar a posição é Rachel Reeves,  indicada pelo primeiro-ministro Keir Starmer.